# Fuga da Hollywood
Fuga da Hollywood (The Last Movie) è un film statunitense del 1971, diretto da Dennis Hopper.

## Trama
Kansas (Hopper) è un coordinatore di stuntman che si occupa dei cavalli in un western girato in un piccolo villaggio peruviano. In seguito a un tragico incidente sul set, in cui è anche presente la morte di un attore durante una scena di stunt, decide di abbandonare il mondo del cinema e di trasferirsi in Perù con una donna del posto. Pensa di aver trovato il paradiso, ma presto viene chiamato a dare una mano in un bizzarro incidente: gli indigeni peruviani stanno "girando" il loro film con "cineprese" fatte di bastoni, inscenando la vera violenza dei film western, perché non capiscono la finzione cinematografica emulata con effetti speciali, green screen e stuntman.